# Саркос (коммуна)
Сарко́с (фр. Sarcos) — коммуна во Франции, находится в регионе Юг — Пиренеи. Департамент — Жер. Входит в состав кантона Масёб. Округ коммуны — Миранд.
Код INSEE коммуны — 32413.

## География

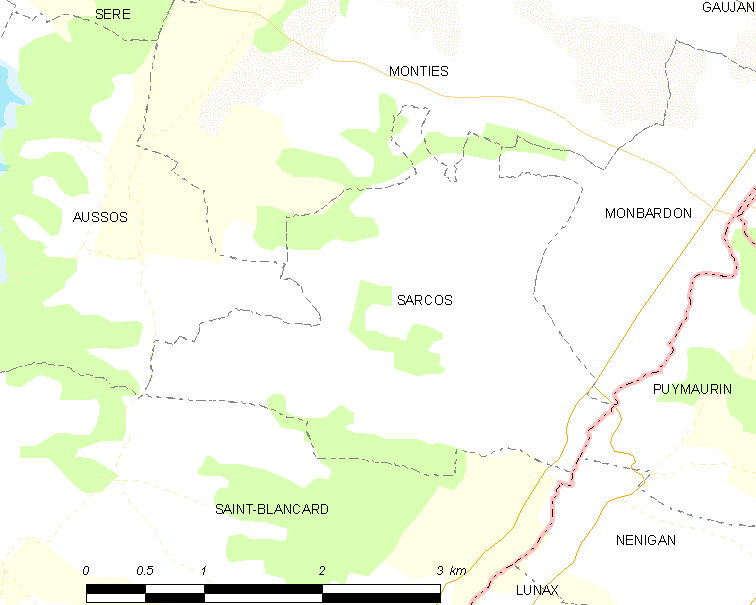
Карта коммуны

Коммуна расположена приблизительно в 630 км к югу от Парижа, в 70 км западнее Тулузы, в 31 км к югу от Оша.
На востоке коммуны протекает река Жимон.

## Климат
Климат умеренно-океанический. Лето жаркое и немного дождливое, температура часто превышает 35 °С. Зимой часто бывает отрицательная температура и ночные заморозки. Годовое количество осадков — 700—900 мм.

## Население
Население коммуны на 2010 год составляло 75 человек.
| 1962 | 1968 | 1975 | 1982 | 1990 | 1999 | 2010 |
| ---- | ---- | ---- | ---- | ---- | ---- | ---- |
| 87   | 81   | 69   | 71   | 62   | 57   | 75   |

## Администрация
| Период | Период | Фамилия         | Партия                              | Примечания |
| ------ | ------ | --------------- | ----------------------------------- | ---------- |
| 2001   | 2020   | Альсе Монферран | Французская коммунистическая партия |            |

## Экономика
В 2010 году среди 44 человек трудоспособного возраста (15-64 лет) 30 были экономически активными, 14 — неактивными (показатель активности — 68,2 %, в 1999 году было 65,5 %). Из 30 активных жителей работали 25 человек (16 мужчин и 9 женщин), безработных было 5 (2 мужчин и 3 женщины). Среди 14 неактивных 1 человек был учеником или студентом, 7 — пенсионерами, 6 были неактивными по другим причинам.

## Достопримечательности
- Церковь Св. Стефана (XVI век)

## Фотогалерея

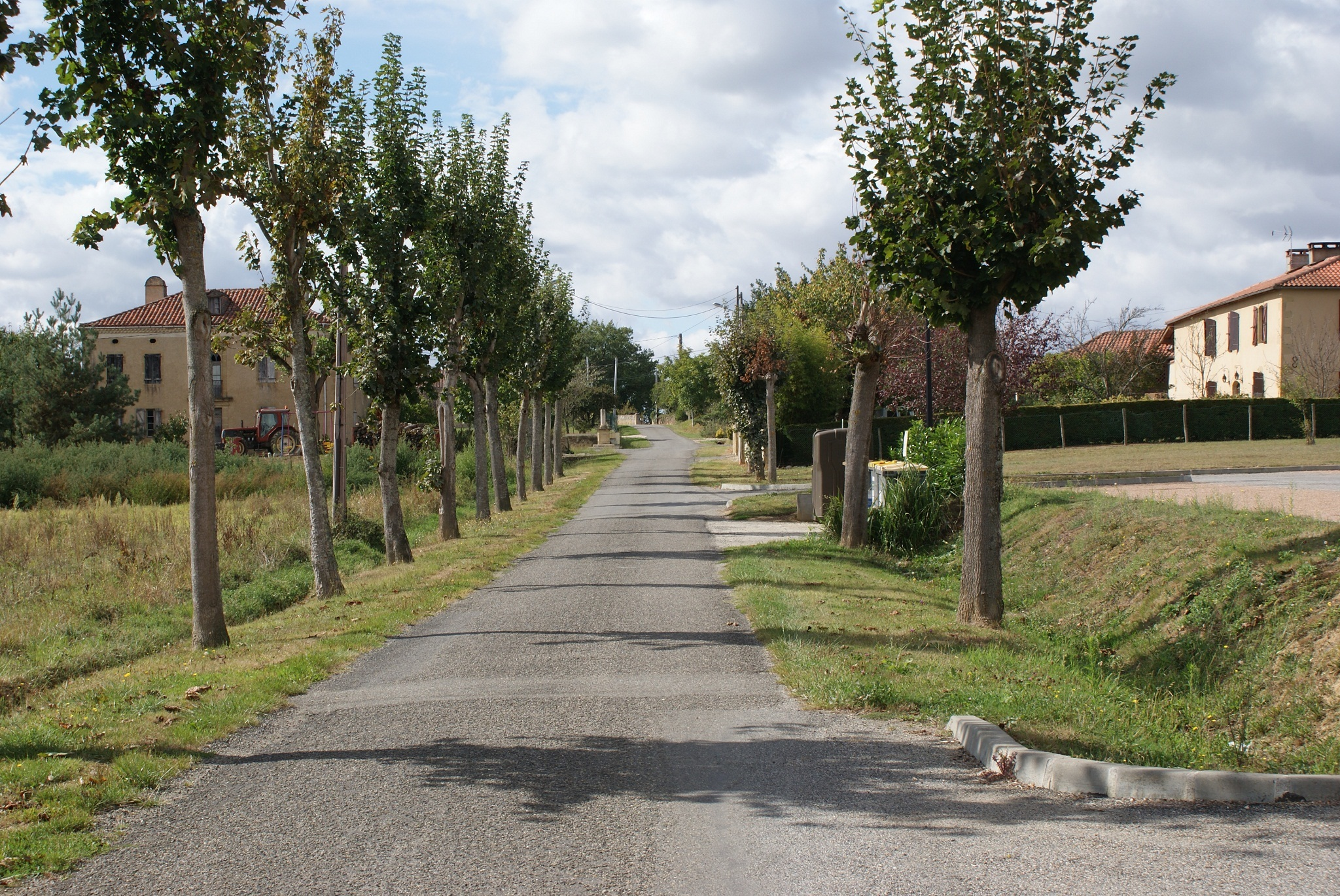
Саркос
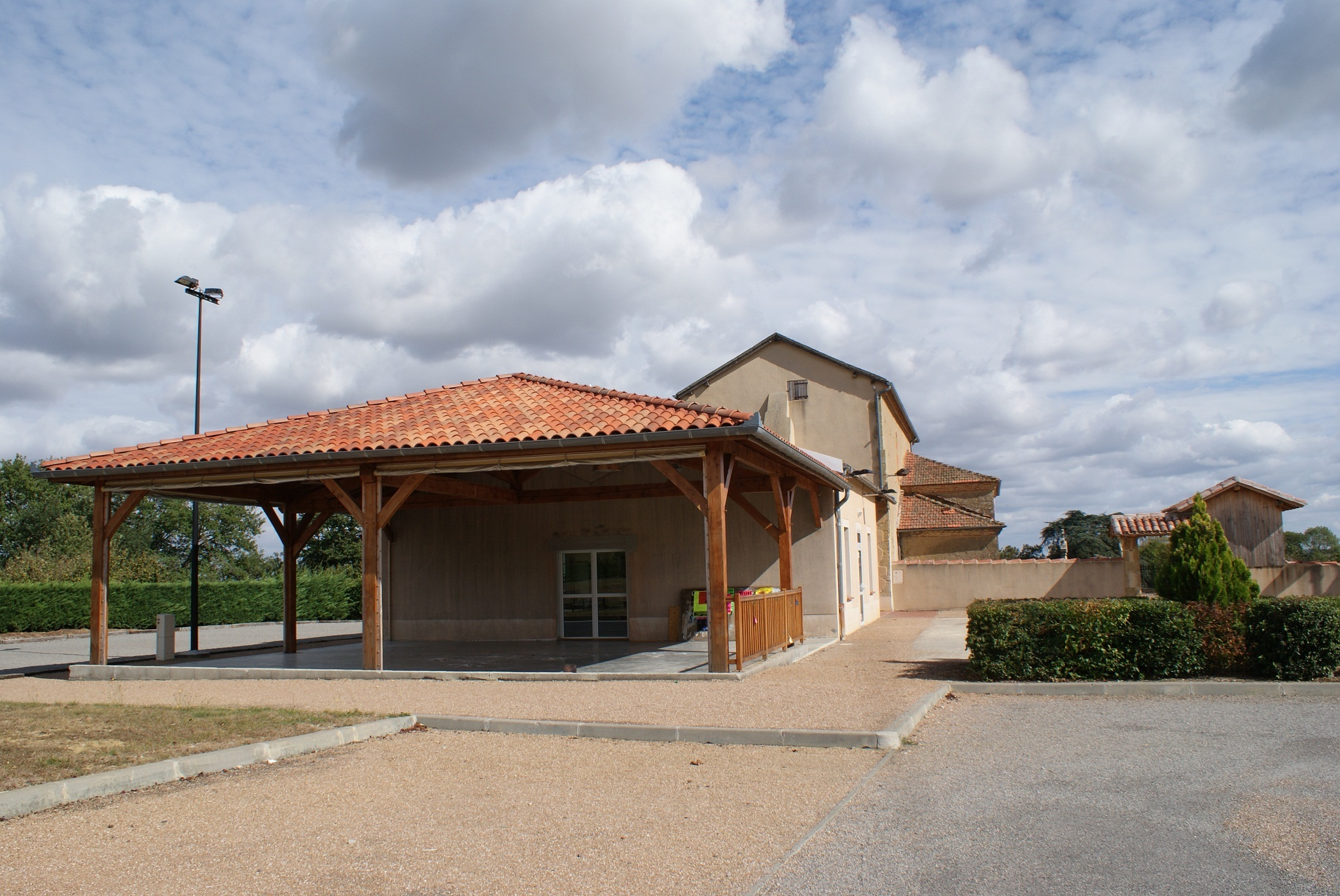
Зал для торжеств
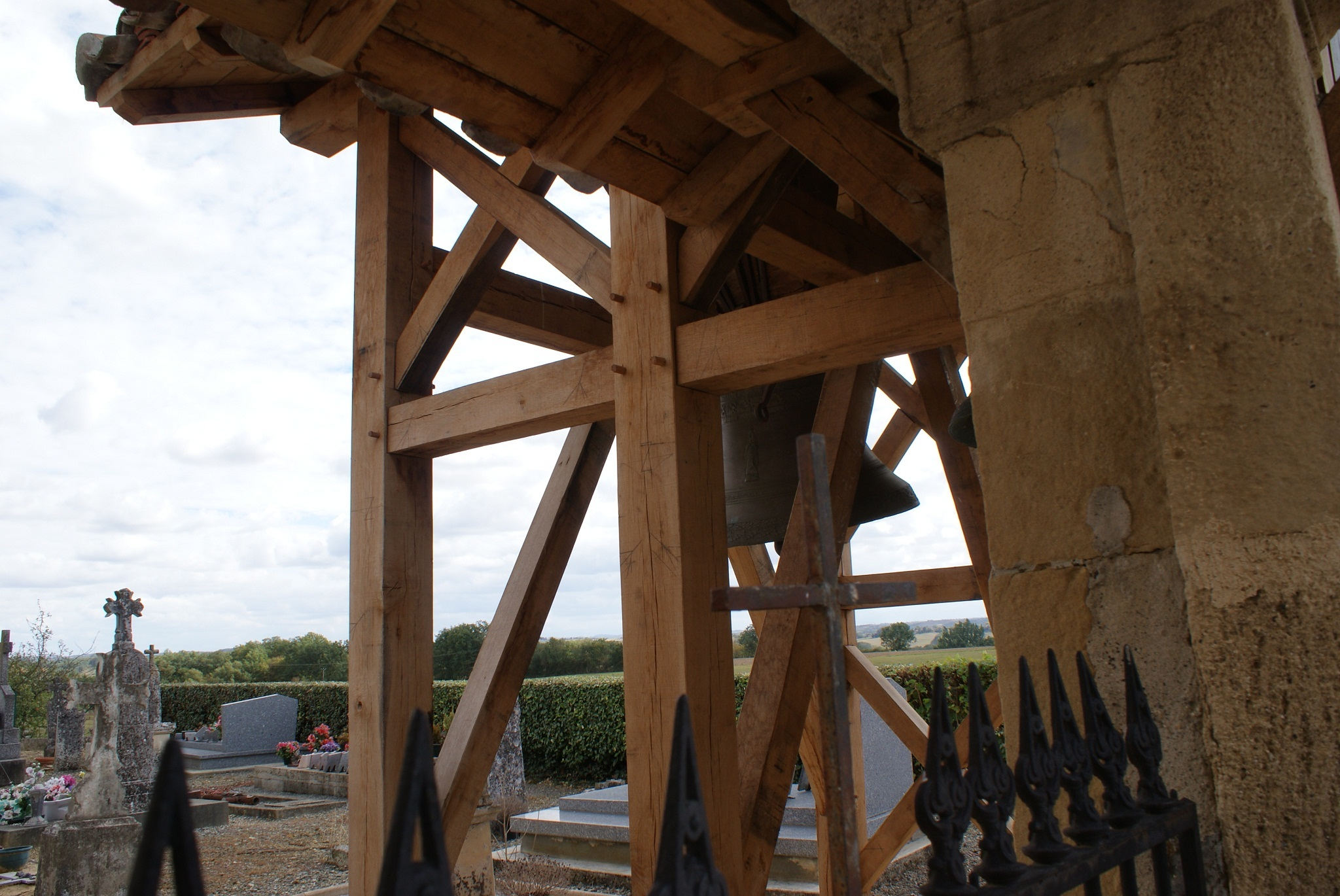
Церковное кладбище
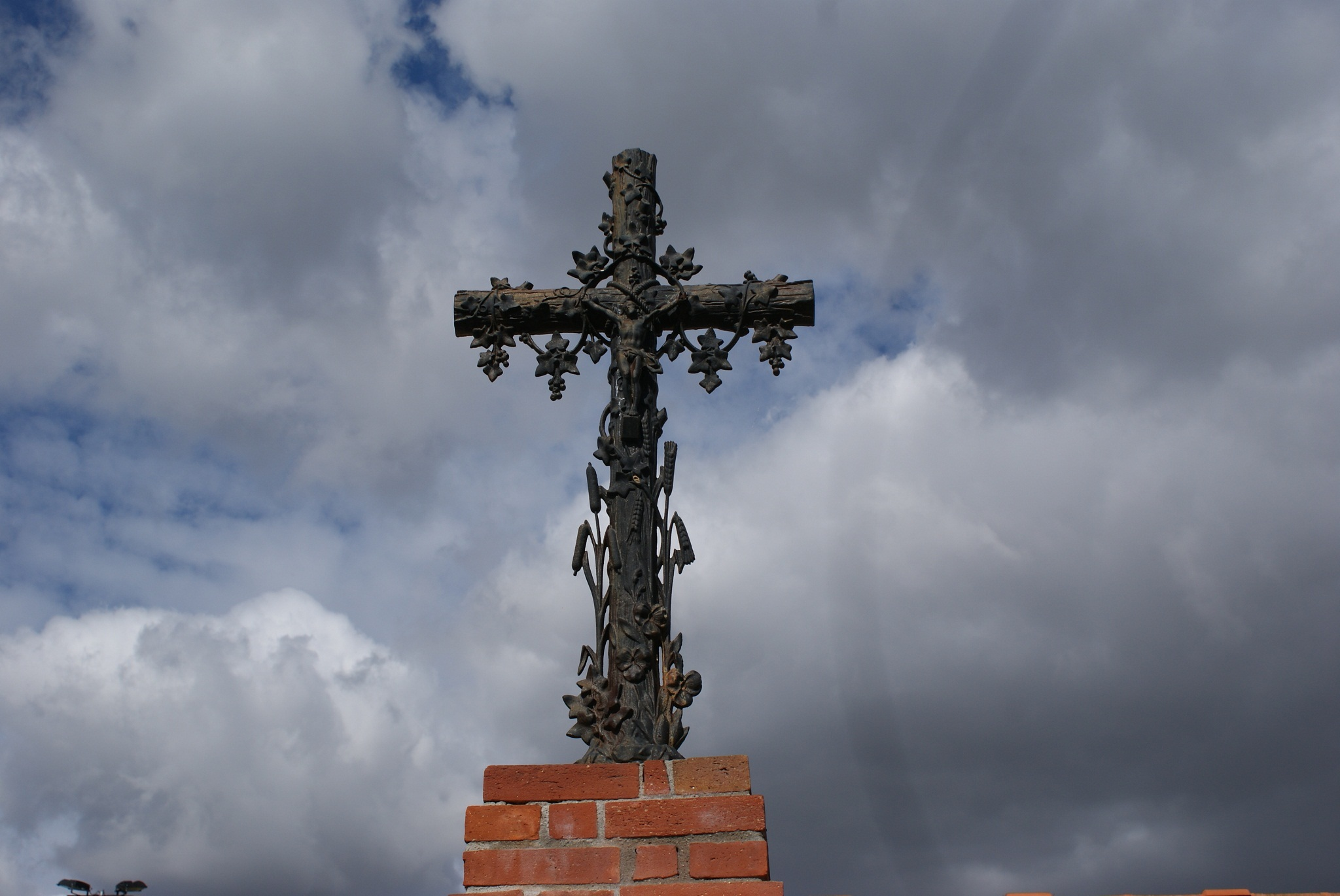
Крест